# トランスフォーマー/ロストエイジ
『トランスフォーマー/ロストエイジ』（Transformers: Age of Extinction）は、ハズブロの玩具『トランスフォーマー』を基とした2014年のアメリカ合衆国のSFアクション映画である。
日本版のキャッチコピーは「共に戦うか、滅びるか。」
実写映画『トランスフォーマー』シリーズの4作目であり、前作『トランスフォーマー/ダークサイド・ムーン』から5年後の設定となる。前3作品で主演を務めたシャイア・ラブーフやジョン・タトゥーロ、ジョシュ・デュアメルなどは出演せず、マーク・ウォールバーグ、ニコラ・ペルツ、ジャック・レイナーが新たな主要キャストとなった。監督はこれまでと同じくマイケル・ベイが務める。アメリカでは2014年6月27日より3Dで公開された。本作品ではダイナボットがストーリーのメインテーマのひとつとなっている。

## ストーリー
中生代白亜紀末期、まだ恐竜が栄えていた時代の地球に謎の宇宙船団が出現。それに乗っていた何者かは謎の兵器を使い恐竜たちを金属のようなものに作り変えて行き、やがて彼らを絶滅に追いやった。それから約6,500万年後の現代、北極では金属化した恐竜の化石が発見される。
センチネル・プライムとメガトロンが引き起こした"シカゴの惨劇"から5年。結果的にオートボットの協力によって地球が守られた事実をもって地球人の彼らに対する認識は変化しつつあるがオートボット否定派による迫害も激しくなっており、オートボットたちは姿を消していた。テキサス州でしがない廃品回収業を営む発明家ケイド・イェーガーは仕事で赴いた映画館の中で眠っていたトレーラートラックを見つけ、それを自宅に持ち帰る。さっそくケイドはそのトラックを解体しようとしたところ、それがトランスフォーマーであることを知る。

## 登場人物

### 地球人

#### 民間人
ケイド・イェーガー
演 - マーク・ウォールバーグ / 吹き替え - 土田大
本作品の主人公のひとり。テキサスにて修理解体工を営む発明家。早くに亡くした妻とはできちゃった結婚であり、そのためテッサには同じ苦労をさせたくないという思いから様々なルールを作って縛り付けようとするため、テッサから反発されている。愛車はシボレー・C-10。
発明家としては失敗作ばかりで収入も少なく、家は差し押さえられる寸前で不動産屋に目をつけられ、また奨学金を打ち切られたことでテッサの大学への進学も断念しかねない状況にあった。その進学の資金を得るため部品取りに買い取った廃車の73 マーモン・キャブオーバートラクターが実はオプティマスだったことから事件に巻き込まれることになる。
しかし技術者としての技量は本物であり、重傷を負ったオプティマスを短時間で戦闘可能になるまで修復したり、戦いの中で未知のテクノロジーであるトランスフォーマーたちの装備を使いこなせるようになるなど、かなり優れた才能を発揮している。サヴォイのような戦闘のプロには流石に劣るものの、身体能力も極めて高い上に、頭の回転も早い。
終盤ではロックダウンの宇宙船から拝借した短剣状のプラズマガン「ダガーガン」を武器にオプティマスに加勢し、アティンジャーの妨害や、激昂したロックダウンからの反撃などに苦しめられるも、オプティマスやバンブルビーたちと協力して勝利を収めた。
テッサ・イェーガー
演 - ニコラ・ペルツ / 吹き替え - 中川翔子
本作品のヒロイン。ケイドの娘で卒業間近の女子高生。17歳。ケイドにより「恋人を作らない」というルールが決められているが内緒でシェーンとつきあっている（つきあって3年経っている）。
自立心が強く、過保護な上にガラクタ同然の発明にうつつを抜かすケイドに対して反発することが多いが、父親のことを本心から嫌っているわけではない。
終盤、オプティマスの加勢のために残ったケイドを助けるためにシェーンとバンブルビーとともに参戦し、シェーンとのコンビネーションでジャッジメントソードで貫かれたオプティマスを助けた。
シェーン・ダイソン
演 - ジャック・レイナー / 吹き替え - 早志勇紀
本作品の主人公のひとり。アイルランド系アメリカ人のレースカードライバーで、テッサの恋人。20歳。卓越した運転技術を持っており、「KSI」から襲撃を受けていたケイド一行を救うなど度胸が据わった性格だが、肝心な時に腰が引けてしまうなど、若さゆえの未熟な一面を見せることもある。
アイルランド人風の外見からかケイドに「アイリッシュパブ（Lucky Charm、Leprechaun）」呼ばわりされて露骨に嫌われていたが、シェーン本人はケイドと同じくテキサスの出身。父親とは5歳のころに生き別れた過去を持つ。
愛車はシボレー・ソニックで玩具版ではオートボットのロールバーへと変形する。
ルーカス・フラナリー
演 - T・J・ミラー / 吹き替え - 佐藤せつじ
ケイドの友人で共に修理解体工を営む。決して悪人ではないが、間の抜けたところのある変人でトラブルメーカーでもある。運動神経は皆無に等しく、ケイドが投げたアメフトのボールを取り損ねて自分の顔面に当たったり、起動したオプティマスに顔面を殴られて額に大きなミミズ腫れを作ってしまった。愛車はローバー・ミニ。
オプティマスの存在を知った際は懸賞金欲しさに通報し「墓場の風」による襲撃を引き起こしてしまった。
その後、ケイドらと共に「墓場の風」から逃亡するも、その運動神経の悪さが祟り、襲撃をかけてきたロックダウンのグレネード攻撃から逃げ遅れてしまい、爆風に巻き込まれて金属化してしまい、死亡する。

#### KSI・墓場の風
トランスフォーマーのテクノロジーを解析して自己のものにしようとする反トランスフォーマー組織「Kinetic Solutions Incorporated（KSI）」。表向きは同じ略称を持つ、ロボット工学の一流企業ということになっている。
「シカゴの惨劇」をきっかけにオートボット否定派の勢いが増したなか、その流れに乗るカタチで設立された。「墓場の風 〈Cemetery Wind〉」はディセプティコン狩りという名目で動く対オートボット実働部隊で、CIAとも繋がりを持つ（「墓場の風」設立は「KSI」より先だが「KSI」設立後はその実働部隊ポジションとなっており、「KSI」にオートボットの死体を提供する見返りに最新装備を提供されている。）。
反トランスフォーマー（オートボット）を謳う一方で兵器としての彼らの有用性も見出しており人造トランスフォーマーを開発生産する。その結果としてディセプティコンを自らの手で新生させることになってしまう。なお、「墓場の風」がオートボット狩りをしていることはCIAの高官アティンジャーの指示と政治的圧力でもってアメリカ政府やアメリカ軍には極秘としている。
ジョシュア・ジョイス
演 - スタンリー・トゥッチ / 吹き替え - 梅津秀行
「KSI」の経営者で、事業の成功により財を成した資産家。アティンジャーの指示と支援を受けて「KSI」を設立し「墓場の風」による秘密裏のオートボット狩りも認識した上で協力していたが、「墓場の風」やCIAとは互いに利用しあう関係を保っている。
トランスフォーマーたちのボディを成す金属から、プログラム可能な可変金属“トランスフォーミウム”を発見し、それによってスティンガーやガルヴァトロンをはじめとする人造トランスフォーマーの開発を行なった。
センチネルとメガトロンの頭部から、トランスフォーマーの歴史、情報を抽出することを思いついたばかりに、実は生存していたメガトロンの復活、それによる人造トランスフォーマーの反乱など、結果的にディセプティコンの新生に手を貸すこととなってしまう。
ジョシュア自身はトランスフォーマーを生物ではなく機械やテクノロジーとして認識しており、人造トランスフォーマー開発成功によって、後に対面したオプティマスに対しもはやオートボットは不要な存在だと挑発的な意見を投げ掛けた。その際にオートボットによって会社の研究施設を破壊されたため、（アティンジャーに強引に後押しされたこともあり）退却するオートボットにガルヴァトロンを差し向けるが、それにより無関係の民間人にまで被害が及び、死傷者が出てしまう。
独自のセンスに基づいたテクノロジー観の持ち主で、プライドが異常に強い完璧主義者。基本的に部下や他人問わず周囲には威張ったり、毒づくなど、強気な態度を崩さないが、反面、自分の思う通りにいかなかったり、自分が挑発し返されたり、否定されるなどすると、癇癪を起こし、想定外な事態が起きたり、自分の身が危険に晒されるとパニックを起こしたり、極端に悲観的になるなど、子供じみた一面や小心者な一面もある。
このようにクセの強い人物ではあるが、根は「世の中をより良くしたい」という理想を持った発明家であり、ガルヴァトロンにより犠牲者が出たことやケイドの言葉を受けて自分のしていることに疑問を抱き、尚も人造トランスフォーマー製造に固執するアティンジャーの姿を見て危機感を覚えたことから、人造トランスフォーマーから手を引くことを決め、ロックダウンとの取引で入手していたトランスフォーミウムの製造源といえる「シード」を持って逃亡するが、それによりアティンジャーたちから裏切り者とみなされ、以降「墓場の風」から命を狙われることとなる。その後、香港でケイドたちとの協力を経てCIAや「墓場の風」と決別。最終的に自身の過ちを認めてケイドたちと和解し、今回の一件で自宅を失ったケイドに支援を申し出た。
「自社製品を持ったモノクロの肖像」が登場した他、薄めの髪に眼鏡をかけた細身の風貌、最先端技術を取り扱う企業のワンマン経営者であることなど、Appleのスティーブ・ジョブズを想起させるパロディ描写が多い
ハロルド・アティンジャー
演 - ケルシー・グラマー / 吹き替え - 仲野裕
CIAの高官で本作の人間サイドのメインヴィラン。地球に残留していたディセプティコン討伐の傍ら、密かに「墓場の風」へオートボット狩りを指示し（ホワイトハウスはアティンジャーの秘密行動にかねてから疑惑を抱いていた模様）、「KSI」設立にも携わっていた黒幕。
ディセプティコンはおろかオートボットすらも地球に騒乱を招く不法滞在者とみなし、国家安全の名目で地球上に残る全てのトランスフォーマーを殲滅しようと暗躍。さらにジョシュアと共に、「シード」を手に入れるため、密かにロックダウンと協力関係を結んでいた。ジョシュアとは一応協力関係にあるものの、互いに腹を探り合っており、お世辞にも友好的な関係とは言い難い。
その真の目的は人造トランスフォーマーを国防、地球外探査用の兵器として売り出し、自身のCIA退職後の身を安泰させるための金儲けであり、オートボットをも討伐の対象にしていたのも自らのビジネスの邪魔になると判断したからという非常に身勝手な理由からである。KSIも端から自分の天下り先とする目的で設立させた。
ジョシュアとは違い自分の野心のためならば、無関係な人間への被害なども「必要悪」として開き直り、全く重要視しておらず、そればかりか邪魔者であるオートボットに協力する民間人に対しても「敵」とみなして容赦なく始末しようとする冷酷非情なエゴイストで、「人間には手を出さない」ことを信念にしていたオプティマスですらも、殺意のレベルに達する怒りと敵意を抱いたほどである。
契約は成功し念願のシードを手に入れるものの、その矢先にガルヴァトロンと人造トランスフォーマーたちによる反乱が勃発し、それがきっかけでジョシュアとも決裂。これまで虚偽の報告を行っていたアメリカ政府からも、疑惑の目を向けられ始めたために焦りを感じ、自らの目的の邪魔をし続けるケイドと、シードを持って逃亡したジョシュアの2人の始末、そしてシードの奪還を目的に、自らサヴォイや「墓場の風」を率いて追跡する。しかし、サヴォイはケイドに返り討ちに遭い死亡し、シードの回収にも失敗したことで自らの野望は完全に破綻。
それでもケイドへの憎悪から彼を執拗に追い続け、終盤にロックダウンとの戦いに加勢しようとしていた彼の前に立ちはだかるが、その直後にオプティマスの手であっけ無く射殺された。
ジェームズ・サヴォイ
演 - タイタス・ウェリヴァー / 吹き替え - 広瀬彰勇
「墓場の風」の現場指揮官で、アティンジャーの指示によりオートボット狩りを指揮していた。三作目のシカゴ戦で姉を失った過去を持ち、善悪問わずトランスフォーマーを憎んでいる。
彼もまたアティンジャー同様に命令であれば民間人に手を掛けることも辞さず、女性であるテッサにも容赦のない暴力を仕掛けたり、追い詰めた標的をわざと甚振ることで、相手が苦悶する姿を見て楽しみ、蔑み笑ったり、相手をより痛めつけ、苦しめるために敢えて銃器を用いずにナイフを得物として使用するなど、非常にサディスティックな性格である。ミシガンでロックダウンと共同戦線でラチェットを討伐した後、オプティマスを追ってイェーガー家を「墓場の風」を率いて襲撃。以降、ケイドたちを抹殺するために執拗に彼らを付け狙う。
壮絶な追跡劇の末に、香港の高層アパートの一室でケイドと対峙するが、ケイドを侮っていたことが仇となり、彼の機転を利かせた反撃を受けて窓から転落死した。
アティンジャーからは深い信頼を寄せられていたらしく、サヴォイの最期を目の当たりにしたアティンジャーは激昂し、ケイドへの憎悪をより一層募らせることとなる。
ギル・ウェンブリー
演 - ジェームズ・バックマン / 吹き替え - かぬか光明
「KSI」の一人。ジョシュアの部下で、技術開発主任。トランスフォーマーの生態研究からトランスフォーミウムを開発し、スティンガーやガルヴァトロンをはじめとする人造トランスフォーマーの設計開発にも携わった。
ヒゲを生やした肥満体が特徴で、ドーナツが好物。ジョシュアの気まぐれや思い付きに振り回され、こき使われているため、若干彼に対して辟易しており、当人のいないところではジョシュアのことを「ムッソリーニ」呼ばわりして陰口を叩いている。
身体的特徴や典型的なオタク気質、最先端テクノロジーを取り扱う企業の技術責任者であることなど、ジョブズのビジネスパートナーであったスティーブ・ウォズニアックを想起させる描写が多い。
ダーシー・トリル
演 - ソフィア・マイルズ / 吹き替え - 林真里花
「KSI」の一人。ジョシュアの部下で、地質学専門家。北極で金属化した恐竜の死骸を発見した時には驚愕していた。一方でオートボット狩りなど組織の闇については知らされておらず、解剖されていたラチェットの亡骸もディセプティコンのものだと聞かされていた。
香港戦では、スーと共にジョシュアやケイドたちの逃亡を手助けし、「墓場の風」を欺くために自ら囮となる。
蘇月明（スー・ユエミン）
演 - リー・ビンビン / 吹き替え - 魏涼子
「KSI」の一人。北京にある人造トランスフォーマー製造工場の責任者。警察学校で鍛錬を受けた過去があり、普段はキャリアウーマンだが、非常時には「墓場の風」の戦闘員二名を相手に格闘戦を繰り広げるなど、高い身体能力を持っている。また、カワサキ・D-トラッカーXにシードを持って逃亡するジョシュアを乗せ、追っ手の追撃をかわしながら香港の街中を疾走する高度な運転技術も持つ。

#### その他
タイアップの関係で、中国の有名人がモブとして多数登場している。
オープンカーの男性
演 - ハン・ギョン
香港で音楽を聴きながらオープンカーに同乗していたところをオートボットを狙ったロックダウンの磁石攻撃に巻き込まれてしまう。その後の生死は不明。
エレベータの男性ボクサー
演 - ゾウ・シミン
香港を逃げ回るジョシュアと、エレベータで偶然乗り合わせ、追ってきた「墓場の風」の戦闘員と戦うスーを助太刀する。
他にヴィクトリア・サマーが役名不明でキャスティングされている。さらにリアリティ番組『Transformers 4 Chinese Actors Talent Search Reality Show』で勝利した李沛勳、林柏宏、赵茜、紀培慧が出演する。

### トランスフォーマー

#### オートボット / Autobots
オートボット狩りをうけ潜伏を余儀なくされ、劇中で登場する5体を除いて通信が途絶えている。序盤のシカゴのポスターやケイドとダーシーの会話でもあるとおり、一般人にオートボットと知られているのはオプティマスとバンブルビーだけである。冒頭のアティンジャーの会議のシーンから、政府に対しては、オートボットは保護区で暮らしていることになっている模様。
オプティマス・プライム / Optimus Prime
声 - ピーター・カレン / 吹き替え - 玄田哲章
オートボット総司令官でトランスフォーマーサイドの主人公。当初は錆びのある73 マーモン・キャブオーバートラクターの姿で登場し、後にウェスタンスター・5700XEに酷似したトラクター（設定ではウェスタンスター・4900のカスタムモデル）を再スキャンする。身長28フィート（約8.4m）。
メキシコシティでオートボット狩りに遭って重傷を負いテキサスの廃業した映画館で機能停止となっていたが、仕事でそこへ訪れたケイドの目にとまり買い取られたことで物語がスタートすることになる。
護ってきた地球人から狩られる立場となり同胞たちがその犠牲となったため、地球人の手で新生したディセプティコンの襲来から地球人を護ることに難色を示したが、恩人であるケイドの説得を受け、再び立ち上がることを決意する。しかし私利私欲のために同胞を殺め、さらに口封じと意図返しのためにケイドを殺そうとしたアティンジャーに対しては、初めて己の信念を曲げて手にかけた。
前作から引き続き使用するエナジーソードやメガストライカーの他、新たに騎士の剣「ジャッジメントソード（テメノスソード）」と小銃が付随した盾「ベクターシールド（センチネルシールド）」を入手しており、また、前作まで飛行の際は外付けのブースターを使用していたが、本作品では単身での飛行能力を獲得している。バトルマスクの機構も変わり、丸みを帯びたシルエットや細部の機構など、全体的により有機的なデザインとなった。ただし、下半身は以前とは異なり鎧やそのブーツのような形状になっている。
再スキャンするまではビークルモードとロボットモード共に、初代アニメシリーズのコンボイによく似た姿をしていた。再スキャン後の姿は前作までのそれとはイメージを一新しており、タイヤやヘッドライトは体内に収納されて車の原型を留めておらず、より有機的な造形に変化している。
吹き替え版において映画公開前の、予告編および玩具イベント、ジャパンプレミア、トランスフォーマー博では初代アニメシリーズ風のテンションの高い演技となってるにもかかわらず、本編ではなぜかエフェクトが多用されて玄田哲章の声なのか分かりづらい状態となっている。
バンブルビー / Bumblebee
声 - なし / 吹き替え - 山寺宏一など
斥候。当初初代カマロ67年式の姿で登場し、後に2014カマロ・コンセプトに再スキャン。ロボットモードのデザインも一新した。身長18フィート（約5.4m）。オプティマス不在時にはオートボットたちの指揮を執っていた。
以前までの右腕のブラスター（蟹のハサミに似た形状となり、撃つだけでなく敵を突き刺すこともできる）に加え、両手からの槍型ミサイル、ワイヤーアンカーなどを装備。過去作品から続投しているキャラクターの中では最も大きくデザインが変わり、戦闘時に装着していたバトルマスクもより蜂を思わせるデザインへと変更されている。
人造トランスフォーマー スティンガー（後述）開発の参考モデルにされた。
「KSI」のショールームでスティンガーの性能やデザインがバンブルビー以上であると言われた際には激怒してスティンガーを殴り倒したり、自分の指揮力を酷評したドリフトと喧嘩したりと粗暴な面が目立つ。自身のスキャンした車を「古い」と言われて怒るのも相変わらずで、シェーンからスティンガーと比較されてハンドルで締め上げた後、KSIへの襲撃時に新型カマロを再スキャンしている。
再スキャン前は一作目時点で発売されたステルスバンブルビーと同様のカラーリングとなっており、黒をベースに黄色のストライプが入った姿をしている。
ハウンド / Hound
声 - ジョン・グッドマン / 吹き替え - 楠見尚己
深緑色に迷彩の混じったオシュコシュ社製軍用トラックに変形するワンマンアーミー。
全身に兵器を満載し、アーミーベストを纏った大柄な肥満体（本人曰く「Fat ballerina（デブのバレリーナ）」）と、ヘルメットを被ったヒゲ面が特徴。オートボットの中でも年長者で、喧嘩の仲裁役を引き受けたり、ケイドに同情するなど人情味のある性格だが、オートボットに対して挑発的なジョシュアのことは快く思っていない。オプティマスを「ボス」と呼ぶ。
拳銃、ナイフ、ガトリングガン、弾帯、手榴弾など所有している武装は豊富で、常に実包を葉巻のように咥え、それ自体も武器になる。ほかのトランスフォーマーのように、体に武器を格納する描写は見られない。
モチーフは軍用ジープに変形していた初代シリーズ初期のメンバー。一作目公開時に発売されたゲーム版にて同名のキャラクターが登場しているがキャストも容姿も異なっている。アニメイテッドのアイアンハイドやプライムのバルクヘッド、初代アニメシリーズやIDWのアメコミのチャー（カップ）など複数のトランスフォーマーに似たデザインをしている。G1のハウンドよりは、むしろトレイルブレイカーに当たるポジションにある。
玩具は設定画にあった「アーミーベストを外した状態」を再現した造形となっており、劇中よりも体格が細身になっている。
メイキング映像から分かるとおり、声優を務めたグッドマンはハウンドを演じるにあたって葉巻の代わりにボールペンを咥えて演じていた。
クロスヘアーズ / Crosshairs
声 - ジョン・ディマジオ / 吹き替え - 手塚秀彰
空挺兵。緑色のシボレー・C7コルベット・スティングレイに変形。
皮肉屋でひねくれた物言いや悪態が多く、台詞を二回繰り返す癖がある。オートボットの中でも特に人間（「KSI」や「墓場の風」）たちから受けた仕打ちに憤りを感じており、テッサ救出時やダイナボットとの共闘に際しても当初は渋る反応を見せたが、いざ実戦ではノリノリで戦闘に挑んでおり、戦後に至ってはスコーンに「トゲトゲ（Spike）」という渾名をつけるほど気に入ってしまうなどお調子者の面も見られる。
装甲の一部がコートのような形状になっており、その内側に仕込んだサブマシンガンを駆使した早撃ちや曲芸撃ちを得意とする。また、射撃や精密作業時には頭部の左右色違いのゴーグルを着用し、空中での射撃では背中に仕込んだパラシュートを活用していた。
名称はターゲットマスターとして発売された玩具に由来する。
ドリフト / Drift
声 - 渡辺謙 / 吹き替え - 水内清光
元ディセプティコンのオートボット。青いシコルスキーS-97レイダーに似た架空のヘリコプターとブガッティ・ヴェイロン・グランスポーツ・ヴィテッセとに変形するトリプルチェンジャーの剣士。身長17フィート（約5.1m）。
日本の鎧武者のような風貌と、日本刀のような形状の剣による二刀流が特徴。オプティマスのことは日本語で「先生」と呼び、オートボットの中でも一際彼のことを慕っている。俳句を詠むシーンがあるが、季語こそ含んでいるものの日本語版でも英語版でも本来の俳句の作法に従った内容ではない。
基本的に冷静沈着な物腰であるが、バンブルビーやハウンドの挑発に対して斬りかかったり、宇宙船内での散策時「無駄な戦いを避けるべき」と言いながら直後に襲われた際は真っ先に攻撃するなど短気な一面もある。
IDWのアメコミ『All Hail Megatron』や『More than meets the eye』に登場した、同名の侍キャラクターがモチーフ。トリプルチェンジャーとしての設定が追加されたのは今回が初。
初期のコンセプトアートでは赤いカラーを基調としていたが、青いカラーの車両が購入されたため、このカラーリングとなった。
ラチェット / Ratchet
声 - ロバート・フォックスワース / 吹き替え - 浦山迅
軍医兼科学者でベテラン。前作と同じカラーリングのハマーH2のレスキュー車に変形する。デザインの変更はなし。
オプティマスの命令を受け人間との接触を断ち切り潜伏生活を送っていたが、ミシガン湖の船の中に隠れていたところを「墓場の風」とロックダウンに襲われて重傷を負う。ロックダウンからオプティマスの居場所を尋問されるが自白することを拒んだため、スパークをえぐり取られ殺害された。
彼の遺体はCIAを通じてKSIの研究所に運び込まれ、研究素材として解剖されてしまった。
レッドフット / Leadfoot
レッカーズの1人で戦略家。ケイドが解析した「墓場の風」の無人偵察機の映像から、オートボット狩りに遭って殺害されたことが判明した。
ブレインズ / Brains
声 - レノ・ウィルソン / 吹き替え - 斎藤志郎
「KSI」に囚われていた元ディセプティコン（前作より）の小型オートボット。本作品では高圧電流を発する拘束具を取り付けられており、片足を失って杖をついている。
「墓場の風」のオートボット狩りに遭い、「KSI」施設に囚われてメガトロンを始めとするトランスフォーマーの残骸解析を強制されていたがオートボットたちの活躍で脱出する。ジョシュアのことは「フランケンシュタイン博士」と呼んで嫌悪している。メガトロンの生存には気付いていたが、自らの境遇に絶望し死を覚悟していたブレインズはあえて警告しなかった。
センチネルプライム / Sentinel Prime
前作で登場した先代のプライムで、メガトロンと結託し「シカゴの惨劇」を引き起こした張本人。「KSI」の研究施設で頭部の残骸のみが登場した。メガトロンの頭部と同様、トランスフォーマーの情報を抽出するために利用されている。

#### ディセプティコン / Decepticons
前作において倒されたメガトロンたちディセプティコンの死体やその装備の残骸は地球人により回収解析され、「KSI」による人造トランスフォーマー開発の基となった。本来は無線操縦されるはずだったが、ガルヴァトロンの決起により中国拠点で開発されていた50体が離反。結果として地球人によってディセプティコンが新生することとなる。ジョシュアによりトランスフォーマーの身体はレアメタルを中心に構成されていると判明したが（過去に創造主たちが取りこぼした金属が、現代においてレアメタルとして発掘されている）、人造トランスフォーマーにはトランスフォーミウム（Transformium）と呼ばれる純正トランスフォーマーの死体やレアメタルを素材にさらに手を加えて作られた特殊金属が使用されており、変形プロセスは純正トランスフォーマーのように立体パズルを組み替えるごとく部品単位で組み替えるのとは異なり、身体を一旦粒子状に分解して再構築する方法をとる。
ガルバトロン（ガルヴァトロン） / Galvatron
声 - フランク・ウェルカー / 吹き替え - 大友龍三郎
軍事用人造トランスフォーマーの試作モデル。フレイトライナー・アーゴシーに変形。
過去三作のメガトロンと実質同一人物である。前作の決戦で倒されたはずのメガトロンだったが、実際には頭部だけになってもなお生き永らえており、囚われの身になっていたブレインズに自らのスペックを伝え、彼を介してKSIに新たなボディを作らせた後、頭部に密かに寄生させていたインセクティコンをガルヴァトロンのボディに送り、自身の染色体を移植させていた。当初のKSIの設計ではオプティマスに似た姿になるはずだったが、この染色体の影響でトランスフォーミウムのプログラムに誤作動が生じ、メガトロンに酷似した姿となってしまい、ジョシュアの怒りを買った。
ロールアウト直後は政府による無線操縦を受けているように装っていたが、オプティマスとの戦闘で単独起動して多くの犠牲者を出した。この一件を危惧したジョシュアは中国工場へ移送した後は二度と起動しないように指示したが、再び単独で起動。あらかじめ植え付けておいた自身の染色体により人造トランスフォーマーたちの無線操縦システムを掌握しディセプティコン軍団を再建、新たな破壊大帝としてその頂点に君臨した。今回の目的はKSIからシードを奪って大都市で発動させて自身の復活のデモンストレーションとなる大虐殺を行い、さらなる軍勢を獲得して人類を絶滅させることであった。そのためにKSIの中国工場を脱走し香港および北京での戦闘を起こし、当初は数で圧倒したものの、ダイナボットの加勢を受けたオプティマスたちの参戦により戦局は逆転。自らの再起を誓いながら敗走していった。
武器は両腕から展開するブレードとミサイルキャノン「ヘヴィメタルグラインダー」。ビークル時も車外からミサイルを発射する能力を備えている。胸部には円形のシュレッダーがあり、これで敵の武器を破砕することもできる。
過去作品に登場した同名のキャラクターがモデルだが、オプティマスのコピーとして設計されて誕生したという経緯など、モーターマスターやネメシスプライムの設定も取り入れられている。
カラーリングこそ黒と銀色を基調としているが、ビークルモードは過去に発売されたオプティマスプライムの玩具に酷似している。
スティンガー / Stinger
「KSI」がバンブルビーをモデルに開発した人造トランスフォーマーのプロトタイプ。赤いパガーニ・ウアイラに変形。身長19フィート（約5.7m）。右腕にバンブルビーと同じ形状のブラスターを持っているほか、ガルヴァトロンと同様、ビークル時でもミサイルを発射できる機構を持つ。
開発元の「KSI」によればバンブルビーと同等かそれ以上の性能を持つとされており、バンブルビーには「Fuck」「粗悪な模造品、コピー商品（Cheap Knockoff）」呼ばわりされた。
ロボットモードの姿は新型カマロをスキャンしたバンブルビーに似つつも、カラーリングは赤と緑を基調としており、頭部の形状はバンブルビーが戦闘時に使用するバトルマスクのみでその下にあるはずの素顔は登場しない。
ラジオで会話する場面は見られないが、挙動時にはバンブルビーのように独特の電子音を発している。劇中ではガルヴァトロンのように人格があるような描写は見受けられないものの設定上は人格が存在しており、歪んだ性格の持ち主とされている。
香港での戦いでは無理矢理ストレイフに飛び乗ってバンブルビーと死闘を繰り広げたが、地上に落下したところでバンブルビーに首を吹き飛ばされて死亡。吹き飛んだ頭部もストレイフに噛み砕かれてしまった。
当初パガーニ・ウアイラはロックダウンの部下のガイノイドに変形する予定でコンセプトアートも用意されていたが、制作が進むにつれてスティンガーへ変更された。
KSIセントリー(トラックス) / KSI Sentry(Traxes)
「KSI」が開発した、シボレー・トラックスに変形する人造トランスフォーマーの量産型。ゴーグルのような形状の単眼が特徴。銃と二枚刃のクローで武装している。
量産型の中で一番個体数が多く、赤・黒・グレー・青の4色のカラーバリエーションが存在する。
トラックスの名称は変形する車種、KSIセントリーは2018年に発売された玩具の名称から。過去のアニメ作品にトラックスという名前のキャラクターが存在するが、綴りが異なる。
KSIボス / KSI Boss
「KSI」が開発した人造トランスフォーマーの量産型。片腕のカッターなど、トラックスとよく似ているが頭部、肩など細部が異なっており、体格もより大きい。
名称はコンセプトアートより。コンセプトアートでは鞭を装備していたが、映画本編では使用していない。
ジャンクヒープ / Junkheap
「KSI」が開発した人造トランスフォーマーの量産型。ウェイスト・マネジメント社のごみ収集車から緑色の大型の個体、白色の中型の個体、黄土色の小型の個体の3体のトランスフォーマーに分離変形する。
トゥーヘッド / Two Head
「KSI」が開発した人造トランスフォーマーの量産型で複数体登場する。前作で登場したショックウェーブと同型だが、頭部が二つあり（角の本数も左右非対称）、胸部と腕部の形状が異なる。劇中では両腕から展開するブレードを武器としていたが、コンセプトアートでは腕をキャノン砲にも展開させていた。
名前はコンセプトアートより。
オレオボット/OreoBot
「KSI」が開発した人造トランスフォーマーの一種で、オレオのロゴが入っている。オートボットの「KSI」施設奇襲の際に破壊された。
本作品公開に合わせてオレオとのコラボレーションCMが撮影されており、その一環で登場した。
インセクティコン / Insecticon
二作目に登場したものと同型の羽虫ディセプティコン。メガトロンの眷属として、彼の復活に暗躍した。
「大破したメガトロンが、虫のようなロボットを使って自身を復活させようと暗躍する」というシチュエーションは、トランスフォーマーアニメイテッド第四話「不死身のメガトロン」からの引用。
これらの他にも、2012年度版アストンマーティン・DBSや、マクラーレン・MP4-12Cに変形した名称不明のディセプティコンが多数登場している。

#### 「創造主」/ The Creators
トランスフォーマーの生みの親とされる存在。冒頭で僅かに登場した以外は、ロックダウンとオプティマスの会話の中で語られるのみだった。金属生命体ではなく有機体の体を持っていることから、トランスフォーマーたちとも異なる種族である。
6,500万年前、全宇宙の惑星の生命体をシードによって金属（作中、ジョシュアによってレアメタルであると解説されている）に作り変え、それを基にトランスフォーマーを生み出したとされ、地球に飛来し恐竜を絶滅させたのもそのためであった。そのための発明であるシードの破壊力は、ウェンブリーの調査の結果によると戦術核兵器と同等であるとのこと。
トランスフォーマーの創造主という設定から、過去のシリーズでのクインテッサ星人のポジションに相当すると思われる。
ロックダウン / Lockdown
声 - マーク・ライアン / 吹き替え - 磯部勉
オートボット、ディセプティコンのどちらにも属さないバウンティ・ハンター。グレーのランボルギーニ・アヴェンタドール LP 700-4 クーペに変形。4作目のメインヴィラン。身長22フィート（約6.6m）。
顔の左半面や胸部にはかつての闘いで受けた古傷が残っている。また、バトルマスクにはサーモグラフィーが備わっている。
本作品のメインヴィラン。狙った獲物は決して逃がさないとされ、オートボットの騎士たちから奪った彼の宇宙船は無数の罠を備えた移動監獄へと改装されており、船内には彼が集めたコレクションや捕らえたエイリアンたちで溢れている。ヒューマノイド型やボール型など多種多様の金属生命体の部下を従えている。分離飛行可能な最深部には騎士たちの聖域「テメノス」があり、ロックダウンはここを「創造主」が「騎士」「チェスの駒」と称した者たちを捕らえる重監獄として利用していた。
賞金稼ぎとして宇宙を駆け、様々な惑星で多くの生命体の抗争を見てきた経験から、オートボットとディセプティコンの戦争には否定的で、どこか冷めた目で見ている。
「創造主」からオプティマスを連れて帰るよう依頼され地球に飛来し、その過程でアティンジャーと結託し「墓場の風」のオートボット狩りに協力した。実戦においては、主に遠距離からの狙撃を担当。
終盤、オプティマスとの一騎討ちで、一瞬の隙を突いてオプティマスをジャッジメントソードで貫き戦闘不能に陥れたが、ケイドとバンブルビーの参戦で状況は逆転。激昂してケイドを殺そうとするも、テッサとシェーンの活躍で体勢を立て直したオプティマスにジャッジメントソードで胸部を貫かれ、そのまま上半身を両断され死亡した。
頭部が変形するキャノン砲を始め、腕から展開するブレードとブラスターガン、スパークエクストラクター、ミサイル、グレネード弾など全身に無数の武器を仕込んでおり、格闘戦で自分より大きいオプティマスを圧倒する実力を持つ。グレネードは小規模ではあるものの、シードと同様に有機物の対象を金属化させる効果を持つ。
アニメイテッド版に登場した同名のキャラクターがモチーフ。通常は両腕とも五指を備えているが、右手首から元のキャラクターの特徴であるカギ爪を展開することもできる。また二作目のスピンオフ『サイバーミッション』にも、容姿の全く異なる同名のキャラが登場している。
初期のコンセプトアートでは、仕留めたオートボットの眼球を取り出してコレクションする設定があった。初期ではガイノイド型の部下の登場も検討されていた。
スチールジョー / Steeljaw
ロックダウンの使役している狼型サイバトロニアン。複数体存在する。ロックダウンの命令を受け、ロックダウンの宇宙船に紛れ込んだテッサに襲いかかった。
当初は「ウルフ（Wolves）」という仮称が与えられており、玩具発売に合わせてスチールジョーの名称が与えられた（その後の設定では、ウルフでもスチールジョーのみが人型トランスフォーマーへの変形機構を持つとされる）。
三作目でも登場が検討されており、玩具もレッドフットのヒューマンアライアンス版玩具に付属していたが、それらとは設定および容姿は全く異なっている。

#### ダイナボット / Dinobots
オートボット、ディセプティコンのどちらにも属さず、戦いによる勝利と自分たちの自由を求め、自分たちを支配・使役しようとする者たちを嫌う伝説の騎士たち。全員が鎧騎士風のロボットモードを持つが、恐竜の姿で戦うことが多い。橋を封鎖した際にガルバトロンらが手を出さずにいるなど、ディセプティコンからもその力を認識されている。グリムロックなどはオプティマス・プライムを遥かに上回る巨躯を持つ。恐竜ならではのパワー、巨体ながらも高い機動性やジャンプ力、高速で中国を縦断するスピードで香港で決起した数十体のディセプティコン軍団を瞬く間に殲滅し、ガルヴァトロンも手も足も出ず撤退するしか無かったほど。ラフファイトだけでなくオートボットたちとのハイレベルなコンビネーションも可能。
出自については明確に描かれなかったが6,500万年前に「創造主」が地球の生命体を金属生命体に進化させたという語りや、「伝説の存在」であることから「創造主」が引き起こした恐竜大絶滅との関連が示唆されている。初代シリーズに登場したダイノボットがモデルであるが、本作品ではより原語版の発音に近い「ダイナボット」の名称が用いられている。
劇中に登場したのは下記の4体のみで、他にもヴェロキラプトルに変形する暗殺兵スラッシュ(Slash)、ステゴサウルスに変形するスナール(Snarl)、ブラキオサウルスに変形するスロッグ(Slog)、そのほかパラサウロロフス型の個体の登場が予定されていた。
グリムロック / Grimlock
ダイナボットのリーダー格で、他のダイナボットたちは彼の意向に従順。ドラゴンを彷彿とさせる角を生やしたティラノサウルスに変形する。
オプティマスの指揮下に入る条件として力試しを挑んだ。プライドが高いが力ある存在には素直に協力する。
武器はこれまでのシリーズと異なりメイス「ドラゴントゥースメイス」を使う。拳をモーニングスター状に変形することもできる。恐竜の姿では噛み付いたり尾で貫いたり、火を吐くという戦闘スタイルで戦う。
ティラノサウルス時の体高は35フィート（約10.5m）。
スコーン / Scorn
帆の代わりに背中に無数の棘が生えたスピノサウルスに変形する。グリムロックよりも大柄で、スロッグが未登場の本作品では最大のダイナボット。ロボットモード時の武器は剣「スクラップメーカーソード」で、左腕全体が尾が変形した鞭のような形状になる。恐竜の姿ではバク転しながら背中の刺で敵を貫くなど、自身の身体的特徴を活かした荒っぽい戦闘のほか、グリムロックらとのコンビネーションでの戦法を得意とする。
劇中ではクロスヘアーズに搭乗され、彼から「トゲトゲ（Spike）」の愛称で呼ばれる。変形パターンは過去に発売された『ビーストウォーズ 超生命体トランスフォーマー』のビーストメガトロンに酷似している。
スラッグ / Slug
獣脚類や猪のような顔つきのトリケラトプスに変形する。大柄だが、戦闘機を撃墜して銃器だけ奪い取るなどかなりの戦闘技術と運動性能を誇る。ランクは4。「…を破壊しろ」という命令にだけは嬉々として従う。ロボットモード時の武器は双剣「トレイルカッターソード」。設定ではグリムロック同様、口内に火炎放射器も備える。コンセプトアートではモーニングスターも武器としていた。
劇中ではドリフトに搭乗される。
ストレイフ / Strafe
ダイナボット唯一の航空戦力で、双頭の翼竜に変形する。ダイナボットの中では比較的温厚で、ひとたび戦いが終われば人懐っこいとされる。ランクは5。ロボットモード時の武器は双剣とボウガン「ブリッツウィングボウ」。
劇中ではバンブルビーやクロスヘアーズに搭乗されて、ロックダウンたちの飛行艇やスティンガー相手に空中戦を繰り広げる。
初期のコンセプトアートではロボットモードも双頭になっていた。玩具などでは変形した姿はプテラノドンとされているが、長い尾や歯のある顎など、どちらかといえばランフォリンクス系統の翼竜に近い姿をしている。
モチーフはプテラノドンに変形していた初代シリーズのスワープだが、名前は初代シリーズでグリムロックが作り上げたテックボットの一人から。初期の段階では名前が異なっていた。
以下は玩具やコンセプトアートで存在が確認できるものの、作中未登場のダイナボットである。それぞれ、玩具以外でのロボットモードなどは公開されていない。
スラッシュ / Slash
モチーフのヴェロキラプトルの特性を最大限に活かした潜入・奇襲・暗殺などのスペシャリスト。牙や爪のほか、双鎌「サイバーサイス」などサイバトロンで製造された刀剣を全身に装備する。
スコーンと共に、多数のスラッシュたちが突撃兵として香港での戦いで活躍する予定だった。
本作品のために用意されたダイナボッツ中でも、スラッシュのみが「Construct-Bots」時とは異なる頭部の意匠を持つ。
コミック版『How To Ride Your Dinobot』ではハウンドに搭乗された。
スナール / Snarl
ステゴサウルスに変形する戦闘兵で、戦闘中のスリルを唯一の幸せとする。
玩具は蛍光色のグリーンになっている。
スロッグ / Slog
最大の体躯を誇るダイナボットで、ブラキオサウルスに変形する。ダイナボットの中でも一番知力が低く鈍重だが、圧倒的な体躯とパワーでそれらを補っている。そのため仲間たちも最初に正しい方向を教えさえすれば、彼が道を切り開いてくれると信じている。
玩具では、ドリルのようなランスやキャノン砲を複数構える。
モチーフはブロントサウルスに変形していた初代作品のスラージである。

## 製作

### 企画
『トランスフォーマー/ダークサイド・ムーン』の製作中、シャイア・ラブーフとマイケル・ベイはシリーズ4作目には続投しないと報じられた。ベイに代わる新たな監督候補としてローランド・エメリッヒ、ジョー・ジョンストン、ジョン・タートルトーブ、スティーヴン・ソマーズ、ルイ・レテリエ、デヴィッド・イェーツが噂された。また噂では4作目と5作目が同時に撮影され、ジェイソン・ステイサムが主演すると言われたが、ベイはこれを否定した。スティーヴン・スピルバーグは4作目でのベイの続投を希望した。
ベイに監督させるための最終交渉が行われた後、プロデューサーのロレンツォ・ディ・ボナヴェンチュラは4作目の決定を発表した。2012年2月、パラマウント映画とマイケル・ベイは、ベイが4作目を監督し、2014年6月27日に公開することを発表した。映画はリブートではなく『ダークサイド・ムーン』の続編であり、前作から4年後の設定となる。脚本のアーレン・クルーガーと音楽のスティーブ・ジャブロンスキーもそれぞれ続投する。2013年4月、パラマウント映画と共同でChina Movie ChannelとJiaflix Enterprisesが製作することが発表された。2013年9月2日、4作目のタイトルが『Transformers: Age Of Extinction』であることが発表された。

### キャスティング
前3作で主演を務めたシャイア・ラブーフは続投せず、新たにマーク・ウォールバーグが主人公のケイド役にキャスティングされた。2012年11月、2人の主役級キャラクターのキャストの模索が始まった。イザベル・コーニッシュ、ニコラ・ペルツ、ガブリエラ・ワイルド、マーガレット・クアリーはケイドの娘のテッサ役、Margaret Qualley were all considered to play Tessa, Cade's daughter, while ルーク・グライムス、ランドン・リブロン、ブレントン・スウェイツ、ジャック・レイナー、ハンター・パリッシュがそのボーイフレンドのシェーン役に考慮された。『ハリウッド・リポーター』によると主人公3人の俳優たちはそれぞれ3作分の契約を交わしている。2013年1月、ベイは自身のウェブサイトにて、レイナーがシェーン役にキャスティングされたことを発表した。さらに3月、ベイはニコラ・ペルツがテッサ役にキャスティングされたことを発表した。
ピーター・カレンは引き続いてオプティマス・プライムの声を務める。タイリース・ギブソンにはロバート・エップス役でのカメオ出演の話が持ちかけられた。前3作でモーシャワー将軍を演じたグレン・モーシャワーは2012年9月に次の2作への出演すると述べたが、2013年5月、スケジュールの都合により新作には出演不可能であることを発表した。2013年4月、ベイはスタンリー・トゥッチがキャストに加わったことを発表した。2013年5月1日、ケルシー・グラマーが人間の悪役でキャスティングされた。5月6日、ソフィア・マイルズがキャスティングされた。さらに同月、中国人女優のリー・ビンビンとコメディアンのT・J・ミラーがキャストに加わった。2013年7月14日、ベイはハン・グンがキャストに加わったことを発表した。同月、タイタス・ウェリヴァーもキャストに加わった。
国内では、中川翔子が声優として参加。実写、アニメ、洋画、邦画問わず声優の経験があるが、シネマトゥデイにより「洋画実写の吹き替えは今回が初体験（ただし、ジャッキーチェンと共演したのどこし生のCMなどで本人吹き替えを担当したことがある）」とされた。

### 撮影
2013年5月28日よりユタ州のモニュメント・バレーで撮影が始まった。ミシガン州デトロイトは香港の場面に使われ、イリノイ州シカゴのマコーミック・プレイスは中国の都市のように装飾されて撮られた。撮影には小型のdigitalIMAX 3Dカメラが使われた。

### 主題歌
本作品では、前3作で主題歌を手掛けたリンキン・パークに代わり、イマジン・ドラゴンズが主題歌「Battle Cry」を手掛けた。彼らの起用について、ベイ監督は「彼らの曲にあるのと同じエネルギーとハートが、本作品には必要だった」と語っており、主題歌についても「実に壮大な別世界のサウンドを生み出している」と評価している。

### トリビア
- 本作のメインプロットは実写版一作目のメインプロットを踏襲しつつ、過去のアニメ作品でロックダウンが初登場した『トランスフォーマー アニメイテッド』序盤における複数のエピソード（『音波大作戦』『ぬぐえない記憶』『不死身のメガトロン』『メガトロンの復活』など）をベースとしており、他にも「オートボットが人間に狩り出される」という初代アニメシリーズ第51話「ターゲットはコンボイ」をはじめとして、メガトロンがガルバトロンに転生した『戦え!超ロボット生命体トランスフォーマー2010』、ドリフトが登場し人間とトランスフォーマーたちの対立が描かれたIDW社のアメコミシリーズ、有機物を金属化するアイテムが登場した「ビーストウォーズシリーズ」、ガルバトロンと関連する人造トランスフォーマーが登場しオートボットが追われる身となっていた『トランスフォーマー キスぷれ』、有機物を金属化するアイテムを巡って争奪戦を繰り広げた『トランスフォーマープライム』などの設定やシチュエーションが多数組み込まれた内容となっている。
  - 三作目同様、劇中で携帯電話の着信音として初代トランスフォーマーの海外版オープニングテーマのメロディが流れるシーンがある。
  - トランスフォーミウムが変形するアイテムの一つとしてハスブロの人気玩具『マイリトルポニー〜トモダチは魔法〜』のメインキャラクターであるレインボーダッシュの玩具が登場するシーンがある。このシーンは海外でBronyと呼ばれる成人男性のマイリトルポニーファン（俗に言う「大きなお友達」）が急増していることにちなむ。
  - 中国のコピー製品を揶揄するような描写があるが、これはFanProと呼ばれる非公式のトランスフォーマー改造パーツや海賊版玩具が中国を中心として盛んに製造されているという昨今のトランスフォーマー玩具事情を踏まえたものである。
  - 前作までは冒頭にオプティマスの語りとED開始直後におまけのシーンが挿入されていたが本作品ではどちらも無くなっており、終盤でオプティマスがメッセージを送るシーンのみとなっている。
- 中国での戦闘中にジョシュアがパック牛乳を飲み「まずい」と叫んで噴き出すシーンがあるが、この牛乳は三作目でケン・チョン演じるジェリー・ワンが飲んでいた「シュワシュワミルク」と同様のものである。
  - その他「過去最多の中国製商品のプロダクトプレイスメント」と言われた前作以上に多数の中国企業とのコラボレーションを行なっており、それらの多くが劇中の小道具として登場している。
  - その一方、重慶から香港までかなりの短時間で移動していることなど、中国の描写については不自然な点が多い。
- 劇中、「過去作のリメイクや続編ばかり」と昨今におけるハリウッドの映画事情を揶揄するような台詞が登場する。
- 予告編ではオートボットたちとケイドたちが隠れ家で火を囲みながらダンスをするシーンがあったが、本編ではカットされている。
- 冒頭で「創造主」たちが地球に襲来した時期は白亜紀末期のはずだが、この時代には既に絶滅しているはずのプシッタコサウルスやブラキオサウルスが登場している。また、植物食のプシッタコサウルスが小型獣脚類と捕らえた魚を取り合うシーンがあるが、プシッタコサウルスが雑食だったという証拠は今のところ見つかっていない。

## 評価
米Facebookが発表した、2014年にFacebook上で話題になった映画トップ10で第7位にランクインした。
第9回オクラホマ映画批評家協会賞の明らかなワースト映画賞を受賞した。
第35回 ゴールデンラズベリー賞では、7部門（最低作品賞、最低助演男優賞、最低助演女優賞、最低スクリーン・コンボ賞、最低監督賞、最低脚本賞、最低リメイク/盗作/続編賞）で作品およびスタッフ・キャストがノミネートし、このうち最低監督賞（マイケル・ベイ）と最低助演男優賞（ケルシー・グラマー）を受賞した。

## スピンオフ
『Transformers - How To Ride Your Dinobot』は。2014年6月2日にYouTubeオフィシャルチャンネルで配信されたWeb配信ショートアニメ。カートゥーン風のアニメで、各キャラが説明書を片手にダイノボットの乗り方を解説・・・しようとしているコメディ色の強い内容。日本語未訳。
| 話数       | サブタイトル         | 登場キャラクター                  |
| ---------- | -------------------- | --------------------------------- |
| Chapter 1: | GETTING ON A DINOBOT | ストレイフ バンブルビー           |
| Chapter 2: | HOW TO RIDE          | グリムロック オプティマスプライム |
| Chapter 3: | HOW TO FIGHT         | スラッグ ドリフト ロックダウン    |

## 玩具
従来の玩具シリーズに近い手ごたえのある変形を楽しむ「ムービーアドバンスドシリーズ」と、スピーディーかつダイナミックな変形をコンセプトとした「ロストエイジシリーズ（ONE STEP CHANGERS）」が同時展開した。
「ムービーアドバンスドシリーズ」は本作品用の新規商品だけでなく、これまでの実写映画3作の玩具のリカラー版もラインナップされた。
ハズブロ社の企画によりタカラトミーが製作するというこれまでの製作体制に変わりはないが、同じキャラをモチーフとしながらも「変形の簡略化」をハズブロ側が強く要請して来たことにより映画公開前と公開直前に発売された製品では変形機構が大きく異なる製品がある（似たパターンに「プライム」製品があったがこちらは逆に後発版の方が変形が複雑化している）。
デザインが年々複雑化する傾向にあったムービーシリーズの製品を劇中に近いイメージで簡略変形化するに当たってタカラトミーは「フリップチェンジャー」や「アクティベイター」の技術をさらに一歩推し進めた「ロストエイジシリーズ（ONE STEP CHANGERS）」として製品化、劇場版に登場するトランスフォーマーたちの「複雑で生物的なデザイン」の再現とハズブロの要求する「変形の簡略化」の両立というアンビバレンツな命題を見事に解決して見せた。
ただし、「グラビティボッツ」同様にフルポーザブル仕様ではなくなり肩以外の腕の可動は一部に肘可動が残るくらいで股関節を含めて脚部は全く動かすことが出来ない（そもそもグラビティボッツは可動すらなかった）。

### ムービーアドバンスドシリーズ
| IDナンバー | 名前                                | 原語名前                   | ビークルモード ビーストモード | 映画&ビデオゲームに登場 | サイズ | 所属             |
| ---------- | ----------------------------------- | -------------------------- | --- | ----------------------- | ------ | ---------------- |
| AD-01      | オプティマスプライム                | Optimus Prime              | ウェスタンスター4900SB | ○                       | Ultra  | オートボット     |
| AD-02      | クラシック オプティマスプライム     | Evasion Optimus Prime      | フレイトライナーFLA86 | ○                       | Mega   | オートボット     |
| AD-02B     | ネメシスプライム                    | Nemesis Prime              | フレイトライナーFLA86 | ×                       | Mega   | ディセプティコン |
| AD-03      | グリムロック                        | Grimlock                   | ティラノサウルス | ○                       | Mega   | オートボット     |
| AD-03B     | ネメシスグリムロック                | Nemesis Grimlock           | ティラノサウルス | ×                       | Mega   | ディセプティコン |
| AD-04      | クラシック バンブルビー             | High-Octane Bumblebee      | 1976 シボレー・カマロ | ○                       | Deluxe | オートボット     |
| AD-05      | スコーン                            | Scorn                      | スピノサウルス | ○                       | Deluxe | オートボット     |
| AD-06      | クロスヘアーズ                      | Crosshairs                 | シボレー・C7コルベット・スティングレイ | ○                       | Deluxe | オートボット     |
| AD-07      | スラッグ                            | Slug                       | トリケラトプス | ○                       | Deluxe | オートボット     |
| AD-08      | バトルブレード バンブルビー         | Battle-Blades Bumblebee    | 2009 シボレー・カマロ | ○                       | Deluxe | オートボット     |
| AD-09      | プロトフォーム オプティマスプライム | Protoform Optimus Prime    | 流星 | ○                       | Deluxe | オートボット     |
| AD-10      | スタースクリーム                    | Starscream                 | F-22戦闘機 | ×                       | Deluxe | ディセプティコン |
| AD-11      | ディスペンサー                      | Dispensor                  | ブルドッグII | ×                       | Deluxe | ディセプティコン |
| AD-12      | リベンジ オプティマスプライム       | Revenge Optimus Prime      | ピータービルト379 | ○                       | Ultra  | オートボット     |
| AD-13      | デバステーター                      | Devastator                 | 油圧ショベル（デモリッシャー） ブルドーザー（ランページ） ミキサー車（ミックスマスター） キャタピラー・773B（ロングハウル） コマツ・HD465-7（オーバーロード） キャタピラー・992G（スクラッパー） コベルコクレーン・CK2500（ハイタワー） | ×                       | Deluxe | ディセプティコン |
| AD-14      | ジョルト                            | Jolt                       | シボレー・ボルト (ハイブリッドカー) | ×                       | Deluxe | オートボット     |
| AD-15      | ラチェット                          | Ratchet                    | ハマー・H2 | ○                       | Deluxe | オートボット     |
| AD-16      | ディーノ                            | Mirage                     | アウディ・R8 | ×                       | Deluxe | オートボット     |
| AD-17      | サウンドウェーブ                    | Soundwave                  | メルセデス・ベンツ・SLS AMG | ×                       | Deluxe | ディセプティコン |
| AD-20      | ブラックナイト グリムロック         | Ultra Grimlock             | ティラノサウルス | ○                       | Ultra  | オートボット     |
| AD-21      | ハウンド                            | Hound                      | オシュコシュ社製軍用トラック | ○                       | Mega   | オートボット     |
| AD-22      | ガルバトロン                        | Galvatron                  | フレイトライナー・アーゴシー | ○                       | Mega   | ディセプティコン |
| AD-23      | ドリフト                            | Drift                      | ブガッティ・ヴェイロン | ○                       | Deluxe | オートボット     |
| AD-24      | ストレイフ                          | Strafe                     | 双頭のプテラノドン | ○                       | Deluxe | オートボット     |
| AD-25      | スラッシュ                          | Slash                      | ヴェロキラプトル | ×                       | Deluxe | オートボット     |
| AD-26      | ロックダウン                        | Lockdown                   | ランボルギーニ・アヴェンタドール | ○                       | Deluxe | ディセプティコン |
| AD-27      | バンブルビー                        | Bumblebee                  | 2015 シボレー・カマロ | ○                       | Deluxe | オートボット     |
| AD-28      | スナール                            | Snarl                      | ステゴサウルス | ×                       | Deluxe | オートボット     |
| AD-29      | スロッグ                            | Slog                       | ブラキオサウルス | ×                       | Mega   | オートボット     |
| AD-30      | スカイ ドリフト                     | Helicopter Drift           | MI-24航空機 | ○                       | Mega   | オートボット     |
| AD-31      | アーマーナイト オプティマスプライム | Armor Knight Optimus Prime | ウェスタンスター4900SB | ○                       | Ultra  | オートボット     |
| AD-32      | スティンガー                        | Stinger                    | 2015 シボレー・カマロ | ○                       | Deluxe | ディセプティコン |
| AD-EX1     | キュー                              | Wheeljack                  | メルセデス・ベンツ・E550 | ×                       | Deluxe | オートボット     |
| AD-EX2     | ロールバー                          | Rollbar                    | シボレー・ビート | ×                       | Deluxe | オートボット     |
| AD-EX3     | サイドスワイプ                      | Sideswipe                  | 2013 シボレー・コルベット・スティングレイ | ×                       | Deluxe | オートボット     |

### ロストエイジシリーズ
| IDナンバー | 名前                                | 原語名前                     | ビークルモード ビーストモード                                                | 映画&ビデオゲームに登場? | 所属             |
| ---------- | ----------------------------------- | ---------------------------- | ---------------------------------------------------------------------------- | ------------------------ | ---------------- |
| LA-01      | バトルコマンド オプティマスプライム | Battle-Command Optimus Prime | ウェスタンスター4900SB                                                       | ○                        | オートボット     |
| LA-02      | ビッググリムロック                  | Flip & Change Grimlock       | ティラノサウルス                                                             | ○                        | オートボット     |
| LA-03      | バンブルビー                        | Bumblebee                    | 2015 シボレー・カマロ                                                        | ○                        | オートボット     |
| LA-04      | グリムロック                        | Grimlock                     | ティラノサウルス                                                             | ○                        | オートボット     |
| LA-05      | ハウンド                            | Hound                        | オシュコシュ社製軍用トラック                                                 | ○                        | オートボット     |
| LA-06      | ドリフト                            | Drift                        | ブガッティ・ヴェイロン                                                       | ○                        | オートボット     |
| LA-07      | クロスヘアーズ                      | Crosshairs                   | シボレー・C7コルベット・スティングレイ                                       | ○                        | オートボット     |
| LA-08      | スラッシュ                          | Slash                        | ヴェロキラプトル                                                             | ×                        | オートボット     |
| LA-09      | ロックダウン                        | Lockdown                     | ランボルギーニ・アヴェンタドール                                             | ○                        | ディセプティコン |
| LA-10      | スコーン                            | Scorn                        | スピノサウルス                                                               | ○                        | オートボット     |
| LA-11      | ストレイフ                          | Strafe                       | 双頭のプテラノドン                                                           | ○                        | オートボット     |
| LA-12      | スティンガー                        | Stinger                      | パガーニ・ウアイラ                                                           | ○                        | ディセプティコン |
| LA-13      | ネメシスプライム                    | Nemesis Prime                | ウェスタンスター4900SB                                                       | ×                        | ディセプティコン |
| LA-14      | オプティマス&バンブルビー           | Optimus & Bumblebee          | ウェスタンスター4900SB（オプティマス） 2015 シボレー・カマロ（バンブルビー） | ○                        | オートボット     |
| LA-15      | バトルアタック グリムロック         | Power Battler Grimlock       | ティラノサウルス                                                             | ○                        | オートボット     |
| LA-16      | スラッグ                            | Slug                         | トリケラトプス                                                               | ○                        | オートボット     |
| LA-17      | スナール                            | Snarl                        | ステゴサウルス                                                               | ×                        | オートボット     |
| LA-18      | ガルバトロン                        | Galvatron                    | フレイトライナー・アーゴシー                                                 | ○                        | ディセプティコン |

## ラッピング列車
以下の車両に本作のラッピングが施された。
- 福岡市交通局2000系電車第23編成
- 京急2100形電車2157編成 「オプティマス（司令官）号」（8月4日 - 9月6日）
- 東京メトロ1000系電車1113編成 「バンブルビー号」